# Campo della Promessa
Il campo della Promessa è un aeroporto esistito nei pressi di Lonate Pozzolo nel periodo tra le due guerre mondiali.

## La costruzione
La sua costruzione iniziò nel 1916 e venne ad affiancarsi alle preesistenti presenze aeronautiche della "grande brughiera": la scuola di pilotaggio della Malpensa e le costruzioni aeronautiche Caproni di Vizzola Ticino, oggi di proprietà dell'MV Agusta. 
Nel maggio 1924 arriva il 1º Stormo caccia terrestre fino al 1º febbraio 1927 con il 17º Gruppo caccia.
Il 9 maggio 1924 vi rinasce la 10ª Squadriglia da bombardamento "Caproni".
Nell'autunno 1924 arriva il 6º Gruppo caccia con la 79ª Squadriglia fino al 1º febbraio 1927 ed il 23º Gruppo.
Nel 1926 Gabriele D'Annunzio lo battezzò con questo nome. Ecco il testo della lettera:
(Gabriele D'Annunzio)

## Storia e gloria

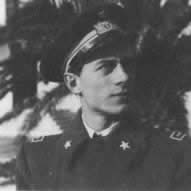
Giuseppe Cenni, l'asso dei Tuffatori, che nel 1942 comandò anche il 1º Nucleo addestramento Tuffatori al Campo della Promessa a Lonate Pozzolo.

Su quest'aeroporto si avvicendarono piloti (Cenni, Burei, Carestiato, Faggioni, Visconti, Marini) ed aerei che fanno parte della storia dell'Aeronautica Militare: lo Stuka per i reparti da Tuffo (col 1º Nucleo addestramento), il bombardiere Fiat B.R.20, gli aerosiluranti Savoia-Marchetti S.M.79 ed i caccia Macchi M.C.200, M.C.202, M.C.205, costruiti presso l'Aeronautica Macchi di Varese, e poi trasportati a Lonate per il montaggio e il successivo collaudo.
A fianco del campo di aviazione, tra la provinciale per il Ticino e la lonatese via Molinelli, venne approntato il "campo di bombardamento" per l'addestramento delle squadriglie di bombardieri dislocati a Lonate Pozzolo. Oggi sono visibili i resti lungo la via Gaggio.
Il 5 gennaio 1935 vi nacque il 7º Stormo BN.
Il 10 giugno 1940 era sede del 7º Stormo Bombardamento Terrestre con il 4º Gruppo volo e la 15ª Squadriglia da bombardamento Caproni.
Il 1º maggio 1942 vi nacque il 102º Gruppo Tuffatori al comando del Magg. Giuseppe Cenni, per volontà del Gen. Tedeschini-Lalli.
Ai primi di settembre 1943 era sede del 60º Gruppo autonomo intercettori notturni con la 235ª Squadriglia ed il 50º Stormo Assalto.
Nei giorni che seguirono l'armistizio dell'8 settembre 1943, vari reparti della Luftwaffe occuparono l'aeroporto, impadronendosi degli aerei abbandonati negli hangar. Poco dopo però vi ritornarono numerosi piloti italiani e nell'aeroporto si insediò anche un comando autonomo dell'aeronautica della Repubblica Sociale Italiana, che qui disponeva del Gruppo Aerosiluranti "Buscaglia-Faggioni" S.M.79 e del 1º Gruppo caccia "Asso di bastoni" su M.C.205 e su Messerschmitt Bf 109.
Nell'aprile 1945, all'atto della resa, i tedeschi fecero brillare le mine collocate nelle piste in cemento, per renderle inagibili; solo quella in direzione dell'aeroporto della Malpensa rimase intatta, e nel 1948 venne utilizzata per aprire il nuovo "aeroporto di Busto Arsizio".
L'11 marzo 2006 è stata ricollocata, presso il Parco delle Rimembranze di Lonate (l'ex cimitero ottocentesco), la stele originale recante l'epigrafe con l'intitolazione da parte di D'Annunzio, inizialmente posta presso il campo e poi distrutta durante la seconda guerra mondiale.
L'omaggio ai caduti recita:

### Periodici
- Angelo Emiliani, Il "Tuffatore" della Regia Aeronautica (Giuseppe Cenni, pilota di Stuka venuto dalla caccia), in Storia Militare, n. 19, Parma, aprile 1995.
- Carlo Migliavacca, Ricordo di un eroe: il magg. pil. Giuseppe Cenni, in Aeronautica, n. 8-9, Roma, Associazione Arma Aeronautica, 2013. (PDF)